# 4523 MIT
4523 MIT је астероид главног астероидног појаса са средњом удаљеношћу од Сунца која износи 2,683 астрономских јединица (АЈ).
Апсолутна магнитуда астероида је 12,3.